# 卢·怀尔德
刘易斯·怀尔德（英語：Lewis Wyld，1905年7月15日—1974年2月16日），英国前男子自行车运动员。他曾代表英国参加1928年夏季奥林匹克运动会自行车比赛，获得男子团体追逐赛铜牌。